# 세스 마이어스
세스 마이어스(Seth Meyers, 1973년 12월 28일 ~ )는 미국의 스탠드업 코미디언, 텔레비전 진행자, 배우, 작가, 제작자, 팟캐스터이다. 2001년부터 2014년까지 NBC 《새터데이 나이트 라이브》(SNL) 수석 작가로 일하면서 2006년부터 2014년까지 위크엔드 업데이트 진행을 맡았다. 2014년 2월 1일자 방송을 끝으로 SNL을 떠난 뒤 2월 24일부터 NBC 심야 토크쇼 《레이트 나이트》 진행자를 역임해왔다.

## 작품 목록

### 영화 출연
- Maestro (2004) - 단편
- Thunder Road (2004) - 단편
- See This Movie (2004)
- 아메리칸 드림즈 (2006)
- 닉과 노라의 인피니트 플레이리스트 (2008)
- 잃어버린 세계를 찾아서 (2008)
- 스프링 브레이크다운 (2009, Spring Breakdown)
- 심슨 가족 20주년 스페셜 (2010, The Simpsons 20th Anniversary Special – In 3-D! On Ice!)
- Saturday Night Live in the 2000s: Time and Again (2010)
- 뉴욕의 연인들 (2011)
- 하이힐을 신고 달리는 여자 (2011)
- 디 인터뷰 (2014) - 본인 역

### 영화 제작
- 맥그루버 (2010, MacGruber)

### 텔레비전 출연
- 새터데이 나이트 라이브 (2001-14) - 각본 겸임
- Last Call with Carson Daly (2005-06)
- 12-12-12: The Concert for Sandy Relief (2012) - 본인
- 레이트 나이트 위드 세스 마이어스 (2014-현재, Late Night with Seth Meyers)